# Höhenrausch (Dietmar Dath)
Höhenrausch. Die Mathematik des XX. Jahrhunderts in zwanzig Gehirnen ist ein Sachbuch von Dietmar Dath aus dem Jahr 2003. 

## Inhalt
Dath schreibt Porträts 20 wichtiger Mathematiker, allerdings keine Biographien, sondern einzelne Szenen oder fiktionalisierte Gespräche. Unter den auf diese Weise Porträtierten sind Georg Cantor, Francis Bacon, Henri Poincaré, Emmy Noether, Stephen Wolfram, Edward Witten und Andrej Nikolajewitsch Kolmogorow.

## Ausgaben
- Höhenrausch. Die Mathematik des XX. Jahrhunderts in zwanzig Gehirnen. Die Andere Bibliothek/Eichborn, Frankfurt am Main 2003, ISBN 978-3821845357.